# Podregion Oulu
Podregion Oulu (fiń. Oulun seutukunta) – podregion w Finlandii, w regionie Ostrobotnia Północna.
W skład podregionu wchodzą gminy:
- Hailuoto,
- Kempele,
- Liminka,
- Lumijoki,
- Muhos,
- Oulu,
- Tyrnävä.

W skład podregionu wchodziły gminy:
- Haukipudas (1 stycznia 2013 włączona do gminy Oulu),
- Kiiminki (1 stycznia 2013 włączona do gminy Oulu),
- Oulunsalo (1 stycznia 2013 włączona do gminy Oulu)[3].